# Pulsar (Achterbahn)
Pulsar in Walibi Belgium (Wavre, Wallonisch-Brabant, Belgien) ist eine Stahlachterbahn vom Modell PowerSplash des Herstellers Mack Rides, die am 4. Juni 2016 eröffnet wurde. Sie ist der Prototyp des Modells, welches zu den Kategorien der Launched Coaster, Shuttle Coaster, als auch den Wasserachterbahnen zählt. Mittlerweile wurde vier weitere, baugleiche Anlage ausgeliefert.
Um eine höhere Kapazität zu erreichen, wurde eine Doppelladestation verbaut, damit während ein Wagen die Bahn abfährt, ein anderer Wagen be- und entladen werden kann. Die zwei einzelnen Wagen (fünf Reihen à vier Personen) werden per Linearmotoren (LSM) auf 100 km/h beschleunigt und erreichen eine maximale Höhe von 45 m.